# Danny D'Hondt
Daniël (Dannie) D'Hondt (Dendermonde, 21 september 1963) is een Belgisch voetbaltrainer en voormalig voetballer. D'Hondt was een doelman.

## Spelerscarrière
D'Hondt is een jeugdproduct van KSC Lokeren. De jonge doelman werd in zijn eerste jaren nog gebarreerd door clubicoon Bob Hoogenboom, maar na het vertrek van de Nederlander nam hij diens plaats in. De gloriejaren van Lokeren uit de jaren '80 met spelers als Grzegorz Lato, Preben Elkjær Larsen en Włodzimierz Lubański waren echter voorbij, waardoor de club langzamerhand zakte van het niveau van subtopper naar dat van middenmoter. In 1993 volgde zelfs de degradatie naar Tweede klasse. D'Hondt bleef nog twee seizoenen bij Lokeren, maar in 1995 keerde de toen 31-jarige D'Hondt terug naar eerste klasse door te tekenen voor KSV Waregem. Een groot succes werd dat niet: D'Hondt was zes maanden out door een achillespeesblessure, en bovendien eindigde Waregem laatste. Ditmaal degradeerde D'Hondt echter niet mee met de West-Vlamingen: hij trok naar Eendracht Aalst. Zijn passage in het Pierre Cornelisstadion werd wél een succes: D'Hondt werd eerste doelman en Aalst kon zich na een moeilijk seizoen redden in eerste klasse. Toch bleef zijn passage in Aalst beperkt tot één seizoen: in 1997 haalde Lokeren de doelman terug naar zijn oude liefde. 
In 1999 waagde D'Hondt zich aan een buitenlands avontuur: Johan Boskamp haalde de doelman naar het Georgische FC Dinamo Tbilisi. D'Hondt vertrok er echter al na enkele maanden door een achterstallige loonbetaling. Na enkele woelige weken vond de doelman onderdak bij NAC Breda, waarmee hij kampioen werd in de Eerste Divisie. D'Hondt speelde vier wedstrijden in het kampioenenseizoen, maar op het einde van het seizoen werd zijn contract niet verlengd. Na een tijdje zonder club kreeg hij alsnog een contract bij het KVC Westerlo van Jan Ceulemans, zijn ex-trainer van bij Eendracht Aalst. D'Hondt fungeerde er als doublure voor eerste doelmannen Bart Deelkens en Jonathan Bourdon en zou uiteindelijk geen enkele wedstrijd spelen voor De Kemphanen.
In de zomer van 2001 ging de inmiddels 38-jarige D'Hondt op de proef bij KSK Beveren. Hij kreeg er een contract, waarbij hij naast invallersdoelman ook deeltijds keeperstrainer zou worden. Nadat Beveren enkele weken later ook Gilbert Bodart haalde, werd D'Hondt echter voltijds keeperstrainer en zette hij een punt achter zijn spelerscarrière. Lang duurde het avontuur bij Beveren echter niet: eind oktober 2001 werd D'Hondt door toenmalig Beveren-manager Jean-Marc Guillou aan de deur gezet.

## Trainerscarrière
Na zijn vertrek bij Beveren werd D'Hondt jeugdcoördinator bij KSV Temse. In november 2002 werd hij hoofdtrainer bij de toenmalige eersteprovincialer. D'Hondt loodste de club naar Vierde klasse, maar nam in september 2003 ontslag.
D'Hondt is sinds 2006 jeugdtrainer bij VW Hamme. Hij nam in 2009 tijdelijk over als T1 nadat Bart Mauroo vlak voor de eindronde was ontslagen.